# Мецогоро (Ферара)
Мецогоро је насеље у Италији у округу Ферара, региону Емилија-Ромања.
Према процени из 2011. у насељу је живело 1487 становника. Насеље се налази на надморској висини од -1 м.